# Nové Práchňany
Nové Práchňany (Duits: Neuprachnan of Neu Prachnan) is een Tsjechische plaats in de gemeente Čechtice, regio Midden-Bohemen, en maakt deel uit van het district Benešov. Het dorp ligt op 3,5 kilometer afstand van Čechtice.
Nové Práchňany telt 17 inwoners (2021).

## Geschiedenis
De eerste schriftelijke vermelding van het dorp dateert van 1787.
In 1960 werd Nové Práchňany, samen met Čechtice, ingedeeld bij het district Benešov.

## Verkeer en vervoer

### Autowegen
Er leidt een regionale weg naar het dorp.

### Spoorlijnen
Er is geen station in Nové Práchňany. Het dichtstbijzijnde station is in Zdislavice, op zo'n veertien kilometer afstand. Dat station ligt aan de spoorlijn van Benešov naar Vlašim.

### Buslijnen
Er is één bushalte in het dorp:
| Halte                    | Lijn(en) | Traject(en)          | Vervoerder(s) |
| ------------------------ | -------- | -------------------- | ------------- |
| Čechtice, Nové Práchňany | 847      | Čechtice - Čáslavsko | CŠAD Benešov  |

## Galerij

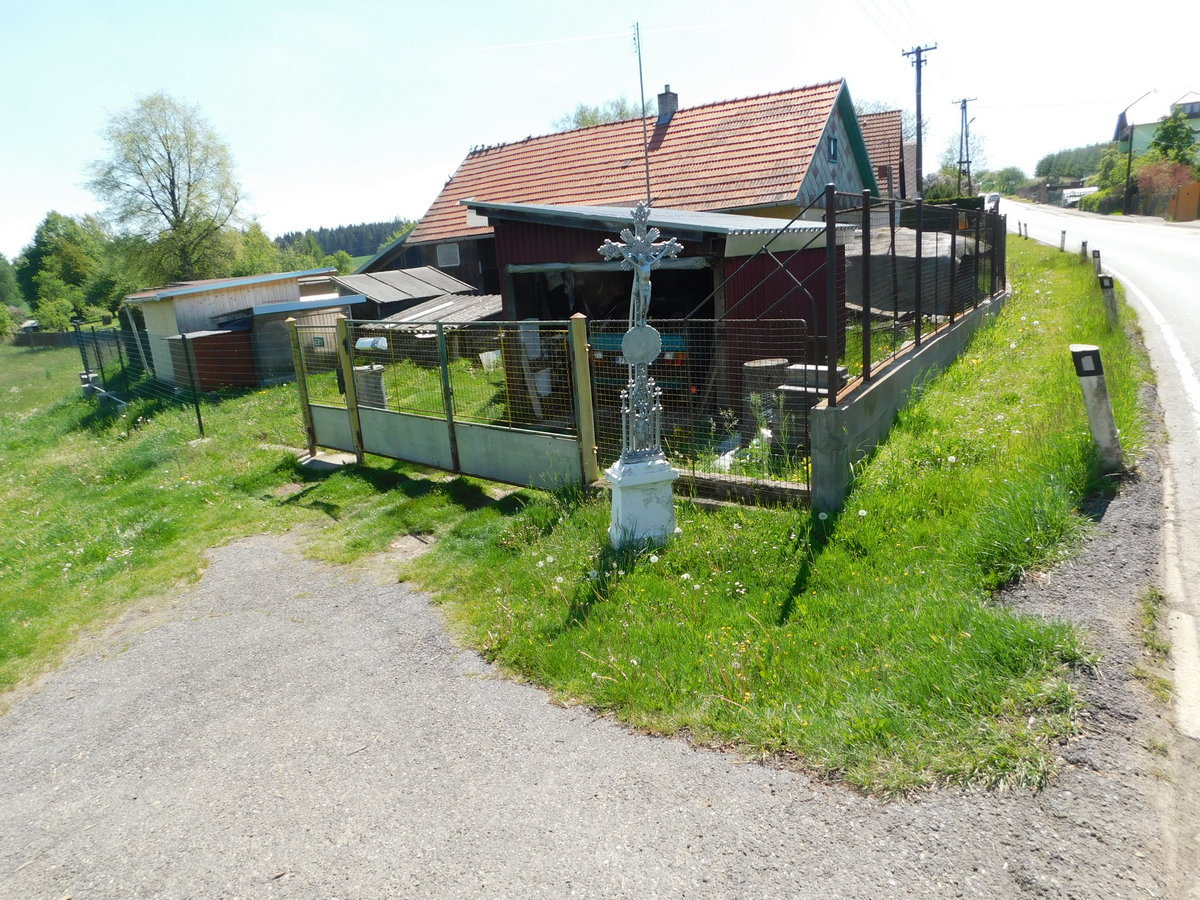
Wegkruis in het dorp (2021)
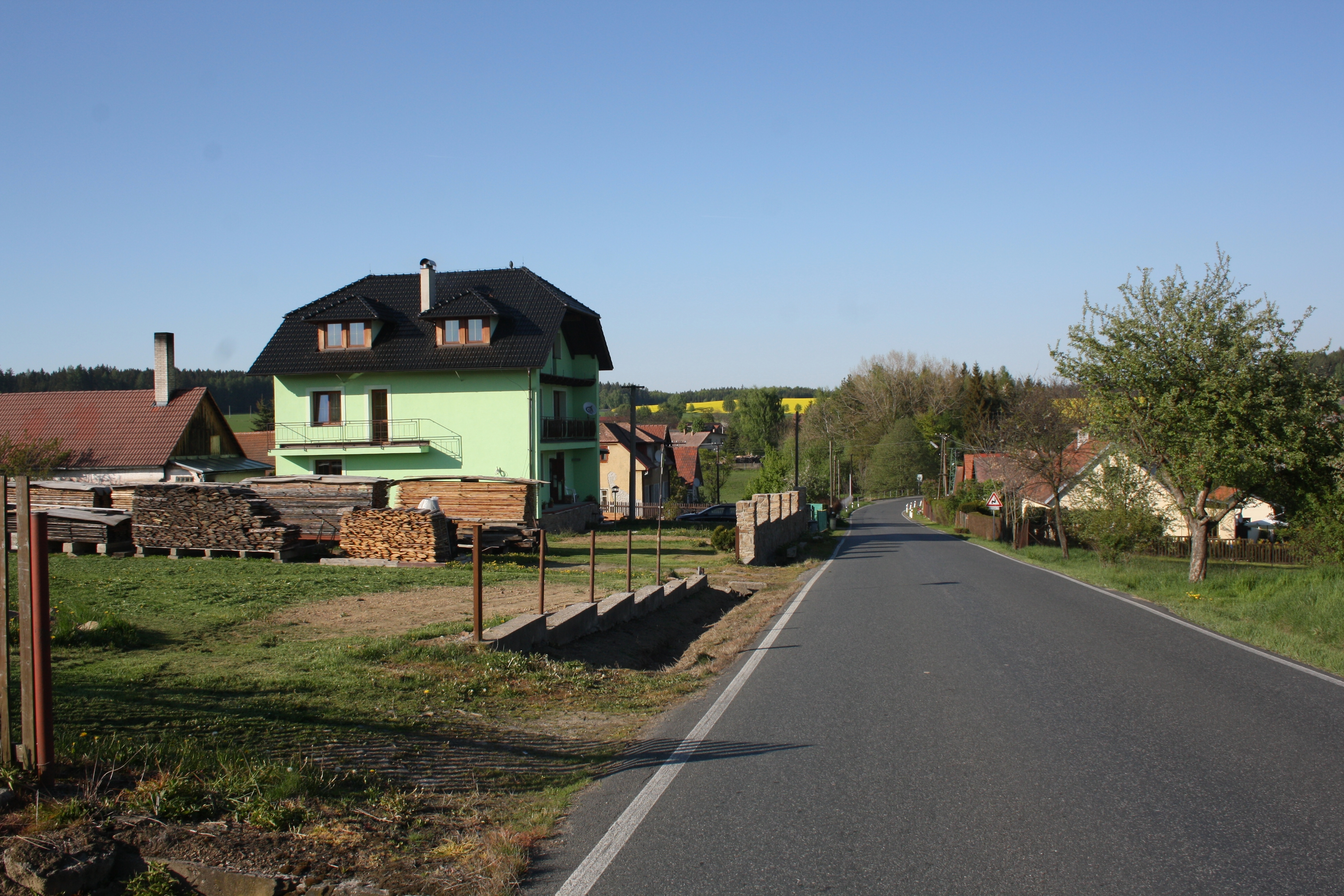
Huizen in het dorp (2011)